# Sneads Ferry
Sneads Ferry – jednostka osadnicza w Stanach Zjednoczonych, w stanie Karolina Północna, w hrabstwie Onslow.